# Cité du Rendez-Vous
La cité du Rendez-Vous est une voie située dans le quartier du Bel-Air du 12e arrondissement de Paris. 

## Situation et accès
La cité du Rendez-Vous est accessible par la station de métro Nation desservie par les lignes 1, 2, 6 et 9, par la station Picpus, desservie par la ligne 6 et par la station Porte de Vincennes desservie par la ligne 1 ainsi que par les lignes de tramway T3a et T3b.

## Origine du nom
La cité du Rendez-Vous doit son nom à la rue éponyme sur laquelle elle donne au fait qu'elle constituait à cette époque un ancien rendez-vous de chasse dans le bois de Vincennes.

## Historique
Durant les années 1990, la cité où se trouvaient de nombreux petits artisans a été restructurée afin de créer des logements d'habitation.